# Дальхайм (Таунус)
Дальхайм (нем. Dahlheim) — община в Германии, в земле Рейнланд-Пфальц.
Входит в состав района Рейн-Лан. Подчиняется управлению Лорелай. Население составляет 873 человека (на 31 декабря 2010 года). Занимает площадь 6,82 км².